# Gwilham er Borgn
Gwilham Er Borgn (né Guillaume Le Borgne le 22 janvier 1866 à Séglien, où il est décédé le 5 janvier 1927) est l'auteur de nombreuses chansons bretonnes. Il a vécu toute sa vie dans le pays Pourleth (Seglien, Guémené-sur-Scorff…) dans le Morbihan. 

## Biographie
"Barh labourer (barde paysan)", il est l'auteur de nombreuses chansons, d'historiettes et même d'une pièce de théâtre (Ar Spontailhoù). Pour diffuser ses chansons, il se rendait dans les pardons, dans les foires, ou dans les soirées filaj pour y chanter ses nouvelles compositions.
Gwilhan Er Borgn soutient la revue Dihunamb à laquelle il collabore. Il écrira d'ailleurs une chanson "Euredenn ma mignon Loeiz (Le mariage de mon ami Loeiz)" pour célébrer le mariage de Loeiz Herrieu, directeur de la revue Dihunamb.  
En 1981, l'un de ses petits-neveux réunit l'ensemble des œuvres déjà publiées pour une édition intégrale : Obéreù en in-noz. 